# Congo-Kinshasa op de Olympische Zomerspelen 2020
Congo-Kinshasa nam deel aan de Olympische Zomerspelen 2020 in Tokio, Japan. Er werden door de zeven deelnemende atleten geen medailles gewonnen.

## Atleten
Hieronder volgt een overzicht van de atleten die zich kwalificeerden voor deelname aan de Olympische Zomerspelen 2020.
| sport     | Mannen | Vrouwen | totaal |
| --------- | ------ | ------- | ------ |
| Atletiek  | 1      | 0       | 1      |
| Boksen    | 2      | 2       | 4      |
| Judo      | 0      | 1       | 1      |
| Taekwondo | 0      | 1       | 1      |
| totaal    | 3      | 4       | 7      |

## Sporten

### Atletiek
Mannen
Loopnummers
| atleet        | onderdeel | series | series | kwartfinale | kwartfinale | halve finale   | halve finale   | finale         | finale         |
| atleet        | onderdeel | tijd   | rang   | tijd        | rang        | tijd           | rang           | tijd           | rang           |
| ------------- | --------- | ------ | ------ | ----------- | ----------- | -------------- | -------------- | -------------- | -------------- |
| Oliver Mwimba | 100 m     | 10,63  | 3 Q    | 10.97       | 9           | niet geplaatst | niet geplaatst | niet geplaatst | niet geplaatst |

### Boksen
Mannen
| atleet               | onderdeel     | eerste ronde         | tweede ronde         | kwartfinale          | halve finale         | finale               | finale         |
| atleet               | onderdeel     | tegenstander uitslag | tegenstander uitslag | tegenstander uitslag | tegenstander uitslag | tegenstander uitslag | rang           |
| -------------------- | ------------- | -------------------- | -------------------- | -------------------- | -------------------- | -------------------- | -------------- |
| Fiston Mbaya Mulumba | lichtgewicht  | Narimatsu V 0-5      | niet geplaatst       | niet geplaatst       | niet geplaatst       | niet geplaatst       | niet geplaatst |
| David Tshama         | middengewicht | Ntsengue W 3-2       | Valsaint V 1-4       | niet geplaatst       | niet geplaatst       | niet geplaatst       | niet geplaatst |

Vrouwen
| atlete                 | onderdeel    | eerste ronde         | tweede ronde         | kwartfinale          | halve finale         | finale               | finale         |
| atlete                 | onderdeel    | tegenstander uitslag | tegenstander uitslag | tegenstander uitslag | tegenstander uitslag | tegenstander uitslag | rang           |
| ---------------------- | ------------ | -------------------- | -------------------- | -------------------- | -------------------- | -------------------- | -------------- |
| Marcelat Sakobi Matshu | vedergewicht | Petecio V 0-5        | niet geplaatst       | niet geplaatst       | niet geplaatst       | niet geplaatst       | niet geplaatst |
| Naomie Yumba           | lichtgewicht | bye                  | Kodirova V 0-5       | niet geplaatst       | niet geplaatst       | niet geplaatst       | niet geplaatst |

### Judo
Vrouwen
| atlete        | onderdeel | eerste ronde         | tweede ronde         | derde ronde          | kwartfinale          | halve finale         | herkansing           | finale / BM          | finale / BM |
| atlete        | onderdeel | tegenstander uitslag | tegenstander uitslag | tegenstander uitslag | tegenstander uitslag | tegenstander uitslag | tegenstander uitslag | tegenstander uitslag | rang        |
| ------------- | --------- | -------------------- | -------------------- | -------------------- | -------------------- | -------------------- | -------------------- | -------------------- | ----------- |
| Maria Branser | −78 kg    | Babintseva V 00-01   | niet geplaatst       | niet geplaatst       | niet geplaatst       | niet geplaatst       | niet geplaatst       | niet geplaatst       |             |

### Taekwondo
| atleet       | onderdeel | eerste ronde         | kwartfinale          | halve finale         | herkansing           | finale / BM          | finale / BM    |
| atleet       | onderdeel | tegenstander uitslag | tegenstander uitslag | tegenstander uitslag | tegenstander uitslag | tegenstander uitslag | rang           |
| ------------ | --------- | -------------------- | -------------------- | -------------------- | -------------------- | -------------------- | -------------- |
| Naomi Katoka | -67 kg    | Gbagbi V DSQ         | niet geplaatst       | niet geplaatst       | niet geplaatst       | niet geplaatst       | niet geplaatst |